# Henryk Szczepański (kulturysta)
Henryk Szczepański – polski siłacz i kulturysta.

## Życiorys
Należał do najlepszych polskich kulturystów w latach 70. XX wieku. W 1977 na pierwszych oficjalnych mistrzostwach Polski w Kulturystyce, został złotym medalistą w jednej z trzech kategorii wzrostowych. W następnych latach jeszcze trzy razy z rzędu zdobył tytuł mistrza Polski w kategorii wzrostowej do 168 cm. W 1977 jako zawodnik TKKF AWF Poznań zdobył także tytuł championa wszech-kategorii na Międzynarodowych Mistrzostwach Węgier w Kulturystyce odbywających się w Budapeszcie. Był również mistrzem Polski w trójboju siłowym, a także wieloletnim instruktorem w Ośrodku Kulturystycznym ZSMP "Sandow" w Poznaniu. Publikował też porady w prasie branżowej. W latach 80. XX wieku emigrował do Niemiec.